# Jan Flinterman

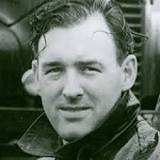
Jan Flinterman

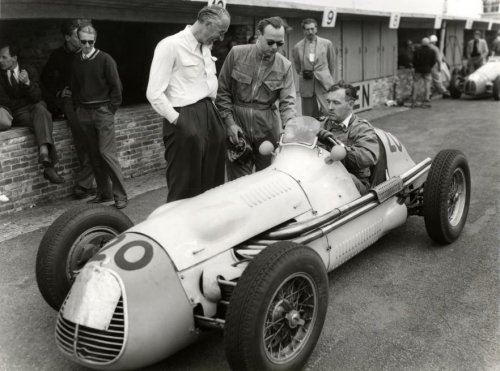
de Maserati van Flinterman die tijdens de 1952 Grand Prix Formule 1 van Nederland 1952

Jan Flinterman (Den Haag, 2 oktober 1919 – Leiden, 26 december 1992) was een Formule 1-coureur uit Nederland. Samen met Dries van der Lof was hij de eerste Nederlandse Formule 1-coureur. Hij reed 1 Grand Prix, de Grand Prix van Nederland van 1952 voor het team Maserati.

## Biografie
Aan het begin van de Tweede Wereldoorlog was Jan Flinterman officier bij het Wapen der Militaire Luchtvaart en toen hij Engeland bereikte, werd hij in de Royal Air Force opgenomen als Spitfire piloot. Flinterman vloog met het 126 Squadron op Malta en vervolgens in de zomer van 1943 met het volledig Nederlandse 322 Squadron.
In mei 1944 verhuisde hij naar het 222 Squadron als Flight Lieutenant (kapitein) en werd bekroond met het Distinguished Flying Cross na een luchtgevecht. Tegen het einde van de oorlog werd hij ook bekroond met de Orde van Oranje-Nassau en het Vliegerkruis. Over zijn ervaringen in de oorlog schreef hij later het boek Jachtvlieger.
Na de oorlog vloog hij de nieuwe Gloster Meteor jet voor de Koninklijke Luchtmacht, werd de commandant van de Fighter Pilot School en zette hij een aantal Nederlandse nationale snelheidsrecords op zijn naam.